# Katia Svizzero
Katia Svizzero (Milano, 7 luglio 1959) è un'annunciatrice televisiva, conduttrice televisiva e cantante italiana, attiva come signorina buonasera per la Rai dal 1988 al 2003.

## Biografia
Figlia di una modella, Katia Svizzero esordisce giovanissima, all'età di sei anni, quando fu chiamata ad interpretare il Carosello di un budino ispirato ad Alice nel paese delle meraviglie. A 13 anni inizia a lavorare nel programma di cabaret Foto di gruppo con un signore della Rai. Di seguito ottiene una parte negli sceneggiati Paganini, Manon Lescaut, il Superspia e nelle commedie musicali Una bella domenica di settembre e Macario blu dirette da Vito Molinari. A 17 anni il regista Molinari dopo un provino la sceglie di nuovo per cantare in alcuni programmi televisivi tra i quali Bella d'Estate e Chi tiriamo in ballo?.
La Fonit Cetra, casa discografica dell'emittente nazionale, era in cerca di una voce femminile a cui affidare la sigla dell'anime L'ape Maia, la prima a narrare le vicende dell'insetto. Viene contattata nel 1980 per cantare la sigla di apertura, scritta da Danilo Ciotti e composta da Marcello Marrocchi, sotto la guida del maestro Gianni Mazza. Il 45 giri L'Apemaia diventa un successo discografico, raggiungendo il primo posto in classifica, tanto da spingere l'etichetta a farle incidere anche la sigla della seconda stagione dell'anime.
Nel 1988 entra in Rai in veste di annunciatrice televisiva (in sostituzione di Fiammetta D'Angelo, passata alla radio), aggiungendosi al gruppo storico delle signorine buonasera della Rai attive dalla sede romana, allora composto da Nicoletta Orsomando, Rosanna Vaudetti, Anna Maria Gambineri, Maria Giovanna Elmi, Paola Perissi, Gertrud Mair, Marina Morgan, Beatrice Cori, Peppi Franzelin, Maria Rita Viaggi, Ilaria Moscato, Valeria Perilli, Tiziana Amico, Paola Mari ed Alessandra Canale, (a cui si aggiungevano anche Maria Grazia Picchetti, Mariolina Cannuli e Maria Brivio, che invece erano attive dagli studi Rai di Milano) ruolo che la Svizzero ha svolto fino al 2003, anno in cui lei, Alessandra Canale e Maria Rita Viaggi, uniche annunciatrici rimaste ancora in attività (le altre avevano raggiunto il pensionamento o avevano abbandonato il ruolo per altre mansioni), sono state sostituite con sei nuove ragazze, due per ogni rete. Quest'ultime rimasero in attività fino al 28 maggio 2016, quando la figura dell'annunciatrice viene cancellata definitivamente dalla Rai, in quanto ritenuta ormai anacronistica. Dal 2004 al 2007 ha fatto parte del cast di Cominciamo bene - Prima accanto a Pino Strabioli, mentre nella stagione 2009-2010 ha condotto Mamme in blog.

## Vita privata
All'inizio della carriera è stata a lungo fidanzata con il jazzista Lino Patruno. Sposata con il gioielliere Duccio Brandizzi, la coppia ha due figlie.

## Discografia

### Singoli
- 1980 – L'Apemaia/Flip
- 1980 – L'Apemaia va/L'Apemaia in concerto
- 1982 – Con semplicità/Se non è amore